# Teroristički napadi 11. rujna 2001.
Teroristički napadi 11. rujna 2001. bili su koordinirani napadi protiv Sjedinjenih Američkih Država četirima otetim zrakoplovima. Prema službenom izvještaju Povjerenstva 911, u napadu je sudjelovalo 19 osoba u službi Al-Qaide, mreže militantnih islamističkih organizacija. Dva su zrakolova udarila u Svjetski trgovački centar (WTC) na Manhattanu u New Yorku, po jedan u svaki neboder u razmaku od 17 minuta, ubrzo nakon čega su se oba nebodera srušila. Treći je zrakoplov udario u Pentagon, glavno sjedište Ministarstva obrane SAD-a u općini Arlington, državi Virginiji. Četvrti se zrakoplov srušio u ruralnom dijelu općine Somerset u Pennsylvaniji 130 km istočno od Pittsburga, nakon što su putnici pružili otpor otimačima.
Izvještaj Povjerenstva 911 pokazao je da su napadači pretvorili otete zrakoplove u najveće samoubilačke bombe u povijesti te su izvršili najubitačnije napade ikad počinjene protiv Sjedinjenih Američkih Država. Napadi 11. rujna su relativno najznačajniji događaj koji se do sada dogodio u 21. stoljeću u smislu općih ekonomskih, socijalnih, kulturnih i vojnih posljedica koje su uslijedile u toj državi i mnogim drugim dijelovima svijeta.

## Napadi
Napadi su počinjeni otimanjem putničkih zrakoplova. S kapacitetom (premda ne punim) goriva od približno 91.000 litara, putnički zrakoplovi bili su pretvoreni u leteće plamene bombe. American Airlines let 11 udario je u sjevernu stranu sjevernog nebodera WTC-a u 8:46:40 sati po lokalnom vremenu. U 9:03:11 po lokalnom vremenu United Airlines let 175 udario je u južni neboder i taj je udar bio prenesen uživo na televiziji. American Airlines let 77 udario je u Pentagon u 9:37:46 sati po lokalnom vremenu. Četvrti oteti zrakoplov, United Airlines, let 93, srušio se u polju blizu Shanksvillea i Stonycreeka u općini Somerset u državi Pennsylvaniji u 10:03:11 sati po lokalnom vremenu. Komadi zrakoplova nađeni su u krugu od 15 km. Pretpostavlja se da su otimači namjerno srušili zrakoplov ili su izgubili kontrolu nad zrakoplovom nakon što su ih napali putnici. Nitko nije preživio ni u jednom od otetih zrakoplova.
Žrtve se broje u tisućama: 265 u četiri zrakoplova, 2.595 uključujući i 343 vatrogasca, 23 njujorška policajaca i još 37 policajaca u WTC-u, i 125 civila i vojnog osoblja u Pentagonu. Ukupno je poginulo najmanje 2.985 osoba. Pored WTC nebodera, koji su imali po 110 katova, te pet drugih zgrada, također su bile uništene, ili teško oštećene, i četiri postaje podzemne željeznice. Na Manhattanu je ukupno bilo oštećeno 25 zgrada. Komunikacijska oprema kao što su radio, televizijski i mobilni predajnici su bili neupotrebljivi zbog rušenja telekomunikacijskog tornja na vrhu nebodera. U Arlingtonu, dio Pentagona bio je teže oštećen zbog udara zrakoplova te požara, stoga se jedan dio zgrade ubrzo urušio.
Neki putnici i posada uspjeli su iz otetih zrakoplova ostvariti telefonske pozive. Govorili su da je u zrakoplovima nekoliko otmičara. Kasnije se identificiralo 19 osoba, četiri na letu 93 i po pet na ostala tri zrakoplova (iako su njihova imena i fotografije još uvijek nejasne jer su navodno neki od identificiranih živi i trenutno u Saudijskoj Arabiji). Otmičari su navodno oteli zrakoplove koristeći se noževima za otvaranje kutija. Njima su ubili nekoliko članova posade, barem jednog pilota ili putnika. Na letu 77 jedan je od putnika dojavio da su otmičari koristili džepne noževe. Također je dojavljeno da je neki plin, vjerojatno suzavac ili sprej za samoobranu, uporabljen na letu 11 i 175 da bi se putnici držali dalje od kabine prve klase. Bombaške prijetnje također su bile dojavljene na svim zrakoplovima osim na letu 77.

### Žrtve
S WTC-a, suočeni s očajnom situacijom prodirućeg vrućeg dima i vatre, oko 200 ljudi je skočilo, palo ili bilo izgurano u smrt s nebodera padajući na ulicu ili obližnje krovove zgrada stotine metara niže. Također, nekoliko se osoba u neboderima nakon udara zrakoplova pokušalo popeti na krov u nadi da će ih na krovu nebodera spasiti helikopteri, no pomoć nisu našli jer nije postojao plan za takvu mogućnost spašavanja zbog vrućeg dima i strujanja zraka uokolo krovova. Prema nekim izvorima, zaposlenicima je onemogućen pristup krovu jer su vrata koja vode na krov bila zaključana iz sigurnosnih razloga. U sjevernom je tornju iznad zone udara bilo zatočeno oko 1.366 osoba te nitko od njih nije preživio. Oko 600 osoba bilo je zatočeno iznad kata koji je pretrpio udar u južnom neboderu (2 WTC). Samo je 18 ljudi uspjelo pobjeći na vrijeme prije nego se neboder srušio.
Prema izvještaju Associate Pressa gradska je uprava identificirala 1.600 tijela, dok nije mogla identificirati ostalih 1.100. Izjavljeno je da grad ima oko "10.000 neidentificiranih kostiju i komada tijela koji se ne podudaraju s popisom nestalih." (AP, 23. veljače 2005.)

### Četvrti zrakoplov
Otmičari četvrtog zrakoplova (United Airlines let 93) namjeravali su udariti u zgradu kongresa SAD-a, Bijelu kuću ili u Camp David. Snimka iz crne kutije je navodno obznanila da su putnici Todd Beamer i Jeremy Glick pokušali preoteti zrakoplov od otmičara koji su onda srušili zrakoplov u neuspješnom pokušaju savladavanja putnika. Nedugo nakon, zrakoplov se srušio u polju nedaleko od Shanksvillea u općini Somerset u Pennsylvaniji u 10:03:11 po lokalnom vremenu. Uhićeni organizator Al-Qaide Khalid Šeik Muhamed je navodno rekao da je let 93 trebao udariti u zgradu Kongresa SAD-a. Nitko nije preživio.

### 11. rujan
Napadi se obično nazivaju "September 11", "9/11", "911" ili "9-11". Zadnja dva naziva izvedena su iz američkog stila pisanja datuma 11. rujna i izgovaraju se "nine-eleven" (devet-jedeanaest), iako ga neki izgovaraju i kao "nine-one-one".

## Odgovornost
Militantna islamistička organizacija Al-Qaida, koja je već bila umiješana u nekoliko prijašnjih napada na američke ciljeve, pozdravila je napade i vođe napada te time naslutila svoju umiješanost u incident. Osama bin Laden prethodno je objavio rat protiv SAD-a. Nedugo nakon napada, vlada SAD-a objavila je da su Al-Qaida i Osama bin Laden prvi osumnjičeni za napade.
Prvi javni odgovor Osame bin Ladena bio je pročitan 16. rujna 2001. u kojem je izjavio: "Naglašavam da ja nisam izveo ove napade koji izgledaju kao da su ih počinile osobe koje su imale svoju motivaciju". Izjava je bila oglašena na katarskoj satelitskoj televiziji Al Jazeera. Ovo je poricanje također objavljeno na američkim medijskim mrežama i širom svijeta.
Prema američkim vojnim izvorima, u studenom 2001. godine, američke snage otkrile su video kazetu u uništenoj kući u Jalalabadu u Afganistanu koja prikazuje Osamu bin Ladena u razgovoru s Khalid al-Harbijem. U toj snimci, Osama navodno priznaje da je planirao napade iako se sumnja u ispravnost prijevoda. Snimka je emitirana na raznim medijskim programima u prosincu 2001. Na snimci iz 2004. godine bin Laden izgleda kao da je prihvatio potpunu odgovornost za napade 11. rujna.
Povjerenstvo 911 izdalo je svoj izvještaj 22. srpnja 2004. godine u kojem zaključuje da su napade smislili i izveli operativci Al-Qaide. Povjerenstvo je izvjestilo da, iako je Irak bio kontaktiran (zajedno s nekoliko drugih Blisko-istočnih i afričkih zemalja), nije utvrđena nikakva suradnja između Iraka i Al-Qaide u vezi napada 11. rujna. Povjerenstvo je također izvjestilo da su teroristi potrošili između 400.000 i 500.000 dolara na organizaciju plana napada, ali i da specifični izvori tog novca još nisu otkriveni. Do danas nije podignuta nijedna optužnica za suradnju s napadačima.
U službenom izvještaju inženjera zaključeno je da se rušenje WTC nebodera dogodilo zbog niza događaja: udar zrakoplova oštetio je veći broj vanjskih potpornih elemenata zgrada, manji dio unutarnjih, te uklonio pasivnu požarnu zaštitu s velikog broja potpornih elemenata. Zapaljenje goriva zrakoplova zapalilo je urede na udarenim i okolnim katovima. Kerozinski se požar (koji ne može, i za kojeg se nikad službeno nije ni tvrdilo da je oslabio potpornje) ugasio za 5-10 minuta, nakon čega je počeo buktiti migrirajući uredski požar, što je sve nastavilo oslabljivati grede u katnim pločama, koje su se zbog toga počele uvijati i za sobom vući vanjske potporne stupove. Katovi su se samo ponegdje odvajali, na ponekim mjesta, što nije bilo ključno za gubljenje statike. Tijekom tog procesa, a pogotovo kada su počeli pucati vanjski nosivi stupovi, težina gornjeg dijela zgrade prenosila se, neravnomjerno, krovnom grednom kapom na oštećene dijelove jezgre. Kad je opterećenje doseglo svoj maksimum, gornji su dijelovi zgrada udarili u oštećene i počeli propadati, a dok su došli do neoštećenih, kinetička energija je već bila prevelika i rušenje se nastavilo. Nakon što su se uokolo rasuli vanjski stupovi i dijelovi katova, ostajale su krnje jezgre nebodera koje su, ionako nesposobne za samostalno stajanje, padale po ruševinama.
Prema nekim mišljenjima, mnogi su smatrali da su se zgrade trebale srušiti padom na stranu. Ovo nerazumijevanje stanja je izazvalo mnoge špekulacije da je bila uporabljena neka vrsta kontroliranog rušenja.
Ukratko, dvije pretpostavke promatrača i razumijevanje oko toga kako predmeti obično padaju prouzrokovale su da nenaviknuto oko promatrača zaključi da je način na koji su se srušili sličan tzv. "kontroliranom rušenju". Internetom kruži mit da su zgrade uništene u tzv. vremenu slobodnog pada, što nije točno. Ipak, neke osobe koje još uvijek vjeruju u teorije zavjere o napadima nastavljaju podržavati i vjeruju u ideju "kontroliranog rušenja".

### Motiv
Napadi 11. rujna bili su u skladu s borbom Al-Qaide protiv SAD-a koja se prethodno manifestirala njihovom umiješanosti u nekoliko prijašnjih napada na američke ciljeve kao što je primjerice bombardiranje američkog veleposlanstva u Keniji 1998. godine i bombardiranje USS Cole ratnog broda u Jemenu. 1998. godine bila je izdana naredba Osame bin Ladena, Ajman al-Zavahirija, Abu Jasir Rifai Ahmad Taha, Šaik Mir Hamzah i Fazlur Rahmana koja navodi nekoliko motiva na borbu protiv SAD-a. Na specifičan način naredba je opisala i optužila da SAD:
- iskorištava i obezvrjeđuje resurse Arapskog poluotoka
- vodi politiku vođe u tim zemljama
- podržava diktatorske režime i monarhije na Bliskom istoku i time tlači njeno stanovništvo
- održava vojne baze i instalacije na arapskom poluotoku u namjeri da prijeti obližnjim muslimanskim zemljama
- ima namjere da svojom nazočnošću napravi podjele između muslimanskih država slabeći ih politički
- podržava Izrael i želi odvratiti međunarodnu pažnju od okupacije Palestine
- je religijskim sastavom stanovništva predominantno kršćanska i time heretična i islamofobna.

Rat u zaljevu te sankcioniranje i bombardiranje Iraka koje su izvele SAD-e su 1998. prikazani kao dokazi ovih optužbi. Pored negodovanja prosječnih muslimana, naredba u islamskim tekstovima koristi se kako bi opravdala agresivne poteze protiv američkih vojnih i civilnih ciljeva dok se navedene optužbe ne preokrenu. Napadi 11. rujna smatraju se jednim od takvih poteza.
U svojoj izjavi prihvaćanja odgovornosti za napade Bin Laden je 2004. također rekao kako je motivacija za napade bila "vraćanje slobode našem narodu", "kažnjavanje agresora", i "nanošenje ekonomske štete SAD-u". Naveo je da je dugoročni cilj ove njegove borbe da "SAD iskrvari do točke bankrota".
Bushova administracija tvrdi da je Al-Qaida motivirana mržnjom prema slobodi i demokraciji, primjerice SAD-a. Obje strane prikazuju borbu kao okršaj dobra i zla. Neki su naglasili da komentari Al-Qaide i metode kojima se koriste pokazuju da je Al-Qaida motiviravana da nametne tiranski svjetski poredak zasnovan na interpretaciji Islama.
Manjina odbija zaključak da je Al-Qaida odgovorna za napade, najčešće navodeći CIA i Mossad kao odgovorne. Drugi, iako prihvaćaju Al-Qaidinu odgovornost, tvrde da su članovi američke vlade prikrili neke informacije o napadima i u tajnosti ih sankcioniraju. U oba slučaja pretpostavlja se da je motivacija stvaranje razloga za američku vojnu ekspanziju na Bliskom istoku s krajnjih ciljem da se realiziraju ciljevi SAD-a koji su, uglavnom, bili vezani uz proizvodnju nafte.

## Poslije napada

### Međunarodna reakcija
Napadi su imali ogromne posljedice na svjetsku politiku. Bili su osuđeni širom svijeta, a oko mjesec dana kasnije SAD su povele koaliciju međunarodnih snaga u Afganistanu u potragu za snagama Al-Qaide. Pakistan se odlučno pridružio SAD-u u borbi protiv Osame bin Ladena i Al-Qaide. Ustupio je američkim trupama niz vojnih aerodroma i baza za njihov napad na Afganistan. Pakistan je uhitio preko 600 navodnih članova Al-Qaide i predao ih u ruke SAD-u.
Mnoge države su uvele stroge antiterorističke zakone i poduzele korake u sprječavanju financiranja terorizma uključujući i zamrzavanje bankovnih računa koji su bili pod sumnjom da se koriste u svrhu financiranja terorizma. Policijske i detektivske agencije su poboljšale suradnju u cilju da se osumnjičeni teroristi uhite, te da se razbiju osumnjičene terorističke organizacije širom svijeta. Ovaj proces je bio kontroverzan obzirom da su u nekim državnim sigurnosnim službama povećane ovlasti što je dovelo do smanjivanja nekih građanskih prava. Tako je u rujnu 2004. Jusufu Islamu (prije znanom kao pjevač Cat Stevens), poznatom britanskom muslimanu koji je poznat po svom mirotvornom radu, zabranjen ulaz u SAD nakon čega je bio vraćen u Veliku Britaniju. Izbacivanje Jusufa Islama iz SAD-a dovelo je do žalbe britanskog ministra vanjskih poslova Jacka Strawa američkom državnom tajniku Collinu Powellu koji je nakon toga naredio istragu o zabranama ulaska u SAD.

### Odgovor javnosti u SAD-u
Napadi su imali veliki utjecaj na stanovništvo SAD-a. Zahvalnost prema radnicima javne sigurnosti, prvenstveno prema vatrogascima bila je velika što zbog velikog rizika koji su preuzeli na sebe na licu mjesta, to i zbog velikog broja žrtava koje su same vatrogasne i policijske jedinice pretrpjele. Broj žrtava radnika hitne pomoći bio je također velik. Tadašnji gradonačelnik New Yorka Rudolph Giuliani odigrao je vrlo važnu ulogu u događaju zbog čega je 2001. godine bio proglašen osobom godine Time magazina. U to vrijeme bio je popularniji od predsjednika Georgea Busha.
Javnost SAD-a je snažno reagirala na napade. Jedna od reakcija bilo je povećanje patriotizma i viorenje zastava koje se nije vidjelo od Drugog svjetskog rata. Također je došlo i do ogromnog poštovanja, suosjećaja i divljenja prema New Yorku i Njujorčanima.
Neki su kritizirali ovu reakciju naglašavajući da nisu svi koji su poginuli bili Njujorčani (npr. putnici u zrakoplovu). Ipak, New York je očigledno podnio najteži udarac napada i snosit će još dugo godina posljedice toga dana. Donacije krvi bile su nerazmjerno velike u tjednima nakon 11. rujna. Prema izvještaju tjednika američkog medicinskog udruženja koji je objavljen 7. svibnja 2003. donacije krvi u tjednima nakon napada 11. rujna 2001. bile su znatno veće nego u istim tjednima prošle 2000. godine, čak od 2,5 do 3 puta.
Dogodilo se i nekoliko slučajeva zlostavljanja i kriminalnih napada osoba bliskoistočnog porijetla i drugih koji su izgledali kao da su tog porijekla, naročito prema Šiitima. Balbir Singh Sodhi bio je jedna od žrtava osvetništva. Ustrijeljen je 15. rujna 2001. godine.

### Ekonomija nakon napada
Napadi su nanijeli značajne ekonomske posljedice zaSAD i  svijet. Newyorška burza nije bila otvorena 11. rujna i ostala je zatvorena do 17. rujna. Sama zgrada nije bila oštećena u napadima, ali tvrtke članice burze i klijenti nisu mogli komunicirati s burzom zbog velike štete nanesene komunikacijskom i telefonskom sustavu čija ja zgrada bila nedaleko od kompleksa. Kad se burza ponovo otvorila 17. rujna 2001. nakon najduže stanke od Velike gospodarske krize iz 1929. godine, indeksi osnovnih dionica burze su pretrpjeli najveći pad u povijesti u jednom danu. Američke dionice su izgubile 1,2 bilijuna (1.200 milijardi) dolara u vrijednosti samo u jednom tjednu. Do 2005. godine ulice koje prilaze burzi (Wall street) su još uvijek bile zapriječene preprekama i vrlo dobro osigurane.
Nakon napada, zračni prostor u SAD-u bio je zatvoren nekoliko dana, a nakon ponovnog otvaranja zračni promet bio je znatno smanjen. 

### Spašavanje i oporavak
Spašavanje i oporavak od napada trajali su mjesecima. Trebalo je nekoliko tjedana da bi se samo ugasili požari koji su još gorjeli u ruševinama, a sanacija je trajala sve do svibnja 2002. godine. Utemeljeni su mnogi fondovi u svrhu financijske pomoći obiteljima žrtvama kao i preživjelima u napadu.

### Moguće zdravstvene posljedice
Postoje stručne teze da je izlaganje raznim toksičnim produktima nakon rušenja WTC-a imalo negativne efekte na razvoj nerođene djece. Zbog moguće nanesene štete, nekoliko pedijatrija promatra djecu čije su majke bile trudne za vrijeme napada, a koje su živjele, ili radile, u neposrednoj blizini kompleksa. Znanstvenici rade ove analize koristeći psihološka testiranja svake godine, te razgovor s majkama svakih 6 mjeseci. Cilj studije je da se utvrdi postoji li znatna razlika u razvoju djece čije su majke u trudnoći bile izložene posljedicama urušavanja i požara s onom djecom čije majke tome nisu bile izložene.

## Urušavanje Svjetskog trgovačkog centra
Pri dizajniranju WTC nebodera krajem 1960-ih godina bila je predviđena mogućnost da putnički zrakoplov tipa Boeing 707 malom brzinom udari u zgradu. Udarci zrakoplova 2001. godine, koji su bili puno jači, pokazali su da su dva nebodera izuzetno robustne građevine sposobne izdržati puno veća opterećenja.
Ipak, pri dizajniranju, nastali požar koji je obuhvatio nosive elemente s kojih je strgnuta pasivna zaštita nije bio uzet u obzir. Službeno nikad nije bilo rečeno da je urušavanje prouzrokovano taljenjem čeličnih stupova.
Dizajn WTC-a uključio je nekoliko osnovnih inovacija gradnje koji su ga učinili neobičnim u usporedbi s prijašnjim i mnogim narednim neboderima. Činjenica je da su starije građevine sadržavale više pasivne požarne zaštite, te da bi požar tolikih razmjera lakše izdržale, iako su kinetička energija i vatra bile bez presedana u povijesti građevinskih katastrofa. Službeno se drži da bi zgrade klasičnog dizajna pale odmah ili ubrzo nakon udara, te ne bi ni dočekale veliki požar, baš zbog starog dizajna koji ne bi dopustio inteligentnu preraspodjelu sila u strukturama.
Istragu o tehničkoj i protupožarnoj sigurnosti zgrada, a u vezi s rušenjem dva WTC nebodera, obavila je institucija američkog Ministarstva trgovine, Nacionalni institut za standardizaciju i tehnologiju, NIST. Cilj ove istrage, koja je završena 6. travnja 2005. godine, bio je istražiti konstrukciju zgrade, materijale koji su bili korišteni i tehničke uvjete koji su doprinijeli katastrofi. Istraga je trebala poslužiti sljedećim mjerama:
- poboljšanju načina dizajniranja, izgradnje, održavanja i korištenja zgrada
- poboljšanju u korištenju alata i pružanju uputa radnicima u gore navedenom
- reviziji u građevinskim zakonima, standardima i metodama
- poboljšanju javne sigurnosti.

Izvještaj je zaključio da je "protupožarni zaštitni omotač u WTC neboderima u zoni udara bio skinut s čelične infrastrukutre zgrade udarom zrakoplova i da se to nije dogodilo WTC neboderi se najvjerojatnije ne bi srušili". Pored toga izvještaj navodi da protupožarne stube nisu bile adekvatno napravljene da bi osigurale evakuaciju ljudi iznad zone udara.

## Kontroverze
Analiza javnog mišljenja je 30. kolovoza 2004. godine objavila da polovina stanovništva (49,3%) grada New Yorka i oko 41% stanovništva države New York vjeruje da su neki od američkih dužnosnika unaprijed znali da će se napadi dogoditi na ili oko 11. rujna 2001. i da nisu ništa poduzeli. Postoje tvrdnje da su se dogodili telefonski pozivi i upozorenja čak nekoliko tjedana prije napada koji nisu bili ozbiljno shvaćeni. Neke teorije uzimaju predsjednikovo ponašanje za vrijeme napada kao dokaz ovih tvrdnji.
Ono što pobuđuje najviše sumnje u službenu verziju je sam postupak provođenja istrage o napadima, ali i brojni dokazi na koje službena istraga nikada nije ponudila odgovor. 
Neupitno najveća kontroverza od svih jesu imena terorista koji su oteli i srušili zrakoplove. FBI je najprije proglasio da je jedan od terorista saudijski pilot Abdul Rahman al-Omari. Kada se on živ i zdrav javio iz Saudijske Arabije, FBI mijenja to ime u Abdulaziz al-Omari. Kada se i on javio, da bi protestirao na optužbu FBI-a u kojoj su navedeni njegovi podaci o rođenju i posao koji radi (ali s pogrešnom slikom), odustalo se od nove promjene imena i dalje se inzistiralo da je čovjek tog imena, datuma rođenje i posla jedan od terorista koji su srušili letjelicu. Slična situacija se dogodila s još nekoliko, takozvanih, terorista.
Na početku sanacije, dok se još tragalo za preživjelima, manji dio ruševina odvezen je izvan granica SAD-a. Uništeno je tako stotine tisuća tona dokaznog materijala. Po Internetu kruži priča da je sav čelik uništen u Aziji, što je netočno, jer je ogroman dio završio na odlagalištu Fresh Kills gdje je stručno pregledan.

### Tvrdnje o izraelskoj umiješanosti
Nakon napada 11. rujna 2001. pojavile su se teorije zavjere koje dovode u pitanje službeni zaključak o odgovornosti Al-Qaide. Jedna od najkontroverznijih je tvrdnja da su izraelske obavještajne službe (Mossad) ili židovski akteri unaprijed znali za napade ili su bili izravno uključeni. Ove tvrdnje su široko odbijene kao neutemeljene i označene kao antisemitske od strane istraživačkih i novinarskih izvora.

### „Plešući Izraelci“
Pet izraelskih državljana uhićeno je 11. rujna 2001. u New Jerseyju nakon što su navodno snimali napade i “plešući” se zabavljali. Optužbe su često dramatizirane u antisemitskim narativima, no zbивания danas smatraju neutemeljenima:
- Snopes je u kolovozu 2024. potvrdio da su se slike s tim naslovom zapravo pojavile kao AI‑generirane kreacije, te ukazuje da nema dokaza o “plešućoj slavljenici” zbilja na licu mjesta.[3]
- The Jewish Chronicle objavio je 9. rujna 2023. da iako je petorica muškaraca zaista uhićeno, nisu plesali i nisu bili povezani s terorističkim napadima, nego su bili radnici preseljenog poduzeća Urban Moving Systems.[4]
- Istraživanje objavljeno na ResearchGateu sumira brojne izvještaje i ističe da istraga FBI‑ja nije našla dokaze o suradnji s Mossadom te da se njihovo ponašanje može objasniti šokom i konfuzijom.[5]

### Lažna tvrdnja o izostanku 4 000 Židova
Odmah nakon napada širila se tvrdnja da je “4 000 Židova izostalo s posla” u WTC-u, što je sugeriralo prethodno upozorenje. Međutim, ta tvrdnja je opovrgnuta kao dezinformacija i identificirana kao antisemitizam. Naime, među žrtvama je bilo stotine Židova.

### Konsenzus i kritika
Organizacije poput ADL-a kontinuirano ističu da te teorije nemaju činjenične osnove i predstavljaju klasični primjer antisemitizma na internetu. Istraživačka publika i mainstream mediji smatraju ih neutemeljenima i zlonamjernim, te ostaju dio duge liste neutemeljenih pokušaja preusmjeravanja pažnje sa stvarnih počinitelja napada.

## 20. otmičar
27 članova Al-Qaide je pokušalo ući u SAD da bi se pridružilo napadima 11. rujna. Na kraju ih je sudjelovalo samo 19. Ostali potencijalni otmičari se obično nazivaju "20-tim otmičarom".
Ramzi Binalshibh imao je namjeru sudjelovati u napadima, ali mu je nekoliko puta odbijena viza za ulazak u SAD. Muhamed al-Kahtani, državljanin Saudijske Arabije, također je planirao pridružiti se otmičarima, ali mu je američka imigracijska vlast na Orlandovom međunarodnom aerodromu zabranila ulazak u kolovozu 2001. godine. Kasnije je uhićen u Afganistanu i zatočen u američkom vojnom zatvoru Kamp X-Ray u luci Guantanamo na Kubi. Zakariah Musaui navodno je bio zamjena za Ziada Jaraha, koji je u jednom trenu zaprijetio da će se povući iz plana zbog nesuglasica među napadačima. Planovi da se Musaui uključi nisu nikad dovršeni jer je hijerarhija Al-Qaide sumnjala u njegovu pouzdanost. Ipak, u travnju 2005. Musaui je priznao krivicu o sudjelovanju u otmicama i Al-Qaidai te je 2006. osuđen na doživotnu zatvorsku kaznu.
Ostali pripadnici Al-Qaide koji su pokušali, a nisu uspjeli pridružiti se napadima su: Saeed al-Ghamadi, Mushahid al-Hamlan, Zakyraijah Essabar, Ali Abdul Aziz Ali i Tawfiq bin Attash. Prema izvještaju Povjerenstva 911, Khalid Shaikh Mohammed, tvorac plana o napadu, htio je ukloniti barem jednog člana, Kalid al-Mihdhara, iz operacije, ali ga je Osama bin Laden nadglasao.

## Ostali napadi
Prema izjavi Muhameda Afroze, bio je planiran istovremeni napad u Londonu na engleski parlament i na Tower bridge, ali je u zadnjem trenutku otkazan kad su otmičari, čekajući da uđu na zrakoplove koje su trebali oteti, vidjevši štetu u SAD-u, uspaničili i pobjegli. Slični napadi su vjerojatno bili planirani i u New Delhiju i Melbourneu.

## Kronologija događaja

### 8:46 h
U 8:45 h po mjesnom vremenu u New Yorku Boeing 767, let 11 American Airlinesa brzinom od 785 km/h zabija se u sjeverni toranj Svjetskog trgovačkog centra između 94. i 98. kata. U prvim trenucima se događaj smatra stravičnom nesrećom.

### 9:03 h
"Stravična nesreća" postaje teroristički napad kada se u 9:03 Boeing 767 (let 175 United Airlinesa) zabija u južni toranj brzinom od 950 km/h između 78. i 84. kata. Cijeli SAD shvaća da je postao ciljem terorista i predsjednik George W. Bush naziva događaje "nacionalnom tragedijom". Predsjednika se zrakoplovom Air Force One odvodi na sigurno u američku vojnu bazu. Nakon udara počinje evakuacija tornjeva i dolazak spasitelja i vatrogasaca. Svi tuneli i mostovi koji vode u Manhattan zatvoreni su.

### 9:37 h
Treći udar: let 77 American Airlinesa (Boeing 757) zabija se u zapadno krilo Pentagona, američkog ministarstva obrane. Zračni prostor SAD-a je zatvoren i svi su letovi preusmjereni prema Kanadi. Evakuirani su Bijela kuća, State Department i zgrada Kongresa (Capitol).

### 10:03 h
Let 93 United Airlinesa Boeing 757 pada jugoistočno od Pittsburgha u Saveznoj Državi Pennsylvaniji. Putnici, koji su čuli za napad na WTC, vjerojatno su onemogućili teroriste, što je uzrokovalo pad.

### 9:59 h
Ruši se južni toranj WTC-a zatrpavši oko 350 vatrogasaca i 60 policajaca koji su spašavali ljude u njemu. Ubrzo nakon toga evakuira se sjedište Ujedinjenih naroda i Newyorška burza.

### 10:29 h
Potpuno se ruši i sjeverni toranj Svjetskog trgovačkog centra nakon čega je cijeli južni Manhattan obavijen gustim dimom. Počela je masovna evakuacija koju je naredio gradonačelnik New Yorka Rudolph Giuliani. U područje dolazi Nacionalna garda.

## Zanimljivosti
- Joel Meyrowitz, njujorški vatrogasac, nekoliko je mjeseci nakon napada fotografiravši ruševine nekadašnjeg Svjetskog trgovačkog centra pronašao neizgorenu i dobro očuvanu Bibliju, koja je bila otvorena na poglavlju Evanđelja po Mateju.[8] Iako je dugo vremena šutio o tome, Meyerowitz je Bibliju predao Nacionalnom memorijalnom muzeju 11. rujna, a kako je navodio The New York Times knjiga je bila pokazana papi Franji prilikom posjeta New Yorku.[9]
- Vatrogasac Ivan Bubanj i poručnik Anthony Jovic koji su poginuli u ruševinama Svjetskog trgovačkog centra, tragajući za preživjelima, bili su hrvatskoga podrijetla.[10]
- Marsovi roveri Spirit i Opportunity imaju na sebi komade metala palog Svjetskog trgovačkog centra koji su "pretvoreni u štitnike radi zaštite kablova na mehanizmima za bušenje".[11][12]

## Vanjske poveznice
- Complete 911 Timeline  Arhivirana inačica izvorne stranice od 3. ožujka 2005. (Wayback Machine)
- 911 Investigations
- BBC News
- Arhiva Kongresa
- NY1.com  Arhivirana inačica izvorne stranice od 9. travnja 2005. (Wayback Machine)
- Newspaper Archive  Arhivirana inačica izvorne stranice od 4. svibnja 2017. (Wayback Machine)
- Washington Post  Arhivirana inačica izvorne stranice od 29. kolovoza 2008. (Wayback Machine)
- Open Directory
- Popis žrtava na CNN.com
- Izvještaj o šteti u New Yorku na CNN.com

## Videozapisi
- 9/11 Timeline - Kronologija događaja prema izvještaju Povjerenstva 911 prezentirane na ekranu u 4 komponente
- Loose change 2nd edition eng.  Arhivirana inačica izvorne stranice od 21. prosinca 2006. (Wayback Machine) - dokumentarni film, koji pokušava objasniti razloge za rušenje tornjeva
- Videoarhiva CNN-a  Arhivirana inačica izvorne stranice od 22. siječnja 2011. (Wayback Machine)
- AirDisaster.com  Arhivirana inačica izvorne stranice od 22. ožujka 2006. (Wayback Machine) - video rušenja STC-a
- 9/11 Timeline - Hronologija događaja prema izvještaju 911 Komisije prezentirane na ekranu u 4 komponente
- CNN.com - Prvi avion udara u STC
- CNN.com - Drugi avion udara u STC
- CNN.com - Ekskluzivni video avionskog udara u STC
- CNN.com - Video drugog napada na STC
- CTData.com  Arhivirana inačica izvorne stranice od 19. kolovoza 2005. (Wayback Machine) - 'Naudet dokumentarni film "9|11" koji bi trebao izaći 10. septembra' (dokumentarni film Naudet braće u pratnji vatrogasaca za vrijeme napada)
- Simulacija udara aviona u Pentagon  Arhivirana inačica izvorne stranice od 21. ožujka 2004. (Wayback Machine) iz Purdue Univerziteta (47 megabyte MPEG file)
- Loose change 2nd edition eng.  Arhivirana inačica izvorne stranice od 21. prosinca 2006. (Wayback Machine) - dokumentarni film, koji pokušava objasniti razloge za rušenje tornjeva